# Meyrin
Meyrin er en by i det vestlige Schweiz med 25.249 (2018) indbyggere. Byen ligger i Kanton Genève, tæt ved grænsen til nabolandet Frankrig.
Det kendte internationale partikelfysikcenter CERN's base ligger ved Meyrin.